# Genusaurus
Genusaurus è un genere di dinosauro carnivoro del Cretaceo inferiore i cui resti fossili sono stati trovati in Francia.